# Mageia
Mageia é um sistema operacional linux, uma distribuição Linux disponibilizada como software livre e código aberto, criada a partir de um fork da distribuição Mandriva Linux. A Mageia é desenvolvida de forma comunitária, com a contribuição de usuários e desenvolvedores de diversos países, com líderes eleitos  pela comunidade, sob a coordenação da Mageia.Org, uma associação francesa sem fins lucrativos.

## Criação
Em 18 de setembro de 2010, um grupo que foi formado por Raul  professor da micro pro rio claro ex-empregados da empresa Mandriva, apoiado por desenvolvedores, usuários e simpatizantes da comunidade Mandriva, anunciou que iriam desenvolver um fork da distribuição Mandriva, que recebeu o nome de Mageia. Esta decisão foi uma resposta às ações que culminaram com a demissão da maioria dos funcionários que trabalhavam no desenvolvimento da distribuição Mandriva, quando a Edge-IT (uma empresa que pertencia à Mandriva SA) foi liquidada.
O grupo explicou que "não querem ser dependentes da economia flutuante e errática, e os inexplicáveis movimentos estratégicos de uma empresa."
Em 2010 foi criada a associação Mageia.Org, entidade francesa sem fins lucrativos, que trata dos aspectos legais relacionados a distro,  com seus líderes eleitos pela comunidade. A distro Mageia é mantida por doações, e desenvolvida colaborativamente, com a disponibilização de hospedagem do código e software da distribuição, marketing, comunicação e promoção de eventos, sendo os dados, factos, desenhos, etc passaram a ser partilhados e discutidos através da comunidade.
O significado da palavra Mageia (μαγεία em grego significa magia ) surgiu para ter uma referência simbólica ao antigo nome da distribuição chamada Mandrake (o mágico), atualmente Mandriva Linux.
Mageia teve uma rápida ascensão na popularidade: Em agosto de 2012, menos de dois anos após o seu nascimento, tornou-se a 2ª no ranking de popularidade do DistroWatch (no período dos últimos 6 meses).

## Ciclo de lançamento
O ciclo de lançamento do Mageia  é de 9 meses, com suporte por 18 meses para versões normais.  As últimas versões têm conhecido atrasos, desde que passaram 24 meses entre a versão 5 e a 6.

## Primeiro lançamento
Versão Alpha 1 (codinome Cantine), da Mageia 1, foi lançada em 15 de Fevereiro de 2011, iniciando o desenvolvimento da primeira versão estável do Mageia 1 que foi lançada no dia 1° de junho de 2011. O Mageia 1.0 possui o codinome Cantine.

### Histórico das Versões

#### Legenda
| Cor      | Significado                   |
| -------- | ----------------------------- |
| Vermelho | Lançamento não mais suportado |
| Amarelo  | Lançamento ainda suportado    |
| Verde    | Versão atual                  |
| Azul     | Futuro lançamento             |

#### Versões
| Nome   | Versão | Data do Lançamento      | Data do fim do suporte | Versão do Kernel |
| ------ | ------ | ----------------------- | ---------------------- | ---------------- |
| Mageia | 1      | 01 de julho 2011        | 01 de dezembro de 2012 | 2.6.38           |
| Mageia | 2      | 22 de maio de 2012      | 22 de novembro de 2013 | 3.3.6            |
| Mageia | 3      | 19 de maio de 2013      | 26 de novembro de 2014 | 3.8.13           |
| Mageia | 4      | 01 de fevereiro de 2014 | 19 de setembro de 2015 | 3.12.13          |
| Mageia | 4.1    | 20 de junho de 2014     | 19 de setembro de 2015 | 3.12.21          |
| Mageia | 5      | 19 de junho de 2015     | 31 de dezembro de 2017 | 3.19.8           |
| Mageia | 5.1    | 02 de dezembro de 2016  | 31 de dezembro de 2017 | 4.4.30           |
| Mageia | 6      | 16 de julho de 2017     | 30 de setembro de 2019 | 4.9.35           |
| Mageia | 6.1    | 05 de outubro de 2018   | 30 de setembro de 2019 | 4.14.70          |
| Mageia | 7      | 01 de julho de 2019     | 30 de junho de 2021    | 5.1.14           |
| Mageia | 7.1    | 16 de julho de 2019     | 30 de junho de 2021    | 5.1.14           |
| Mageia | 8      | 26 de fevereiro de 2021 | 31 de agosto de 2022   | 5.10.16          |
| Mageia | 9      | TBA                     | TBA                    | TBA              |

|                  | Mageia 1 | Mageia 2          | Mageia 3          | Mageia 4 / (4.1)  | Mageia 5 / (5.1)  | Mageia 6 / (6.1)  | Mageia 7 / (7.1)  | Mageia 8          |
| DESKTOP          | DESKTOP  | DESKTOP           | DESKTOP           | DESKTOP           | DESKTOP           | DESKTOP           | DESKTOP           | DESKTOP           |
| ---------------- | -------- | ----------------- | ----------------- | ----------------- | ----------------- | ----------------- | ----------------- | ----------------- |
| KDE              | 4.6.2    | 4.8.2             | 4.10.2            | 4.11              | 4.14.3            | Plasma 5.8        | Plasma 5.15.4     | Plasma 5.20.4     |
| GNOME            | 2.32     | 3.4.1             | 3.6.3             | 3.10.2.1          | 3.14              | 3.24              | 3.32              | 3.38              |
| XFCE4            | 4.8.1    | 4.9               | 4.10              | 4.11              | 4.12              | 4.12              | 4.13.5            | 4.16              |
| LXDE             | 0.5.5    | 0.5.5             | 0.5.5             | 0.5.5             | 0.99.0            | 0.99.2            | 0.99.2            | 0.99.2            |
| Razor-Qt         | -        | 0.5.2             | 0.5.2             | 0.5.3             | -                 | -                 | -                 | -                 |
| Enlightenment    | -        | E17               | E17               | E17               | E17               | E21.8             | E22.4             | E24.2             |
| MATE             | -        | -                 | -                 | 1.6               | 1.8.0             | 1.18              | 1.22.0            | 1.24.1            |
| LXQT             | -        | -                 | -                 | -                 | 0.9.0             | 0.11              | 0.14              | 0.16.1            |
| CINAMMON         | -        | -                 | -                 | 2.0.14            | 2.4.5             | 3.2.8             | 4.0.10            | 4.8.3             |
| Aplicativos, etc |          |                   |                   |                   |                   |                   |                   |                   |
| Firefox          | 4.0.1    | 10.0.4 ESR (10.x) | 17.0.5 ESR (17.x) | 24.2.0 ESR (24.x) | 31.7.0 ESR (38.x) | 52.2.0 ESR (52.x) | 67.0.4 ESR (67.x) | 78.7.0 ESR (78.x) |
| LibreOffice      | 3.3.2.2  | 3.5.3.2           | 4.0.3             | 4.1.3.2           | 4.4.2.2           | 5.3.4.2           | 6.2.3.2           | 7.0.4.2           |
| Gimp             | 2.49b    | 2.8.0             | 2.8.2             | 2.8.6             | 2.8.14            | 2.8.22            | 2.10.10           | 2.10.22           |
| X.org            | 7.5      | 7.6               | 7.7               | 7.7               | 7.7               | 7.7               | 7.7               | 7.7               |
| Php              | 5.3.6    | 5.3.13            | 5.4.11            | 5.5.8             | 5.5.10            | 5.6.30            | 7.3               | 8.0.2             |
| Apache           | 2.2.17   | 2.2.22            | 2.4.3             | 2.4.7             | 2.4.10            | 2.4.26            | 2.4.39            | 2.4.46            |
| MySQL            | 5.5.10   | -                 | -                 | -                 | -                 | -                 | -                 | -                 |
| MariaDB          | -        | 5.5.23            | 5.5.28            | 5.5.37            | 10.0.28           | 10.1.24           | 10.3.16           | 10.5.8            |